# Arme à feu sous-marine

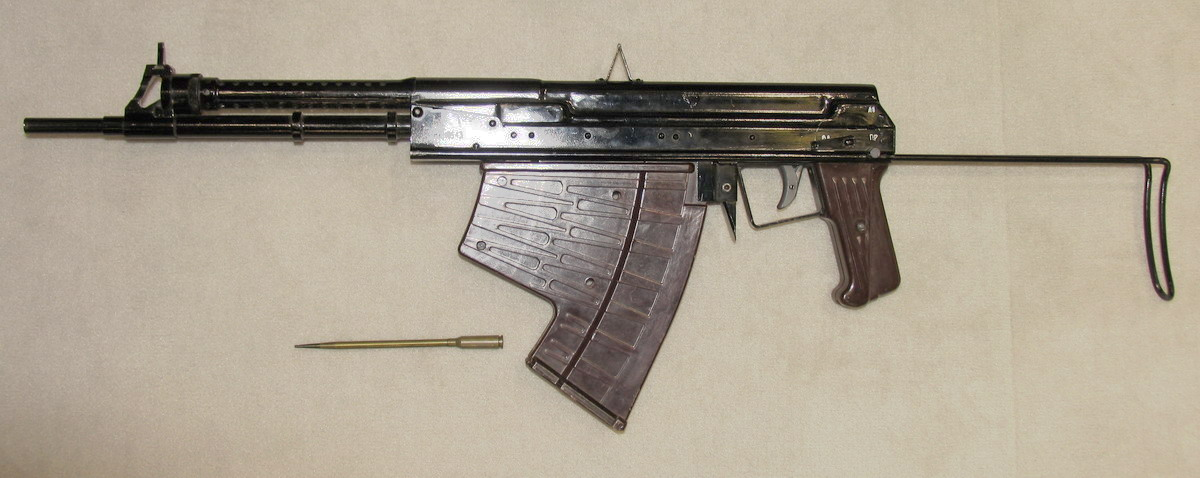
L'APS, un fusil d'assaut sous-marin.

Une arme à feu sous-marine est une arme à feu conçue pour être utilisée sous l'eau.

## Utilisation d'une arme classique sous l'eau
Il est possible d'utiliser sous la surface de l'eau une arme à feu au fonctionnement classique, dès lors qu'elle est étanche et donc que la poudre propulsant la balle est à l'abri de l'eau.
Cependant, la résistance de l'eau est plus forte que celle de l'air et arrête très rapidement un projectile de petit calibre, l'empêchant de prendre de la vitesse. Il est difficile de tirer à plus de quelques mètres, même pour les armes les plus puissantes ou tirant les balles les plus lourdes.

## Histoire
Les armes à feu sous-marines commencent à se développer à la fin de la Seconde Guerre mondiale, comme moyen d'armer des nageurs de combat ou des saboteurs. Elles font alors leur apparition au sein des différentes armées. Elles peuvent aussi être utilisées pour se défendre contre des animaux marins et pour lutter contre les plongeurs ennemis.
Les premiers à s'intéresser à la conception d'armes entièrement dédiées au combat sous-marin sont les Soviétiques, qui missionnent plusieurs bureaux d'étude. Ils créent notamment l'APS et le CPP-1, qui tirent des fléchettes et non des balles classiques. L'usage de ces projectiles les rend efficaces sous l'eau, mais inutiles dans le cas de combats à l'air libre, où leur portée ne dépasse pas 50 m, distance à laquelle leur efficacité est presque annulée. Les soldats continuent donc d'emporter deux armes lors de leur mission : l'arme sous-marine est associée à une arme à feu classique.
L'ingénieur Vassili Griazev, concepteur d'armes pour le bureau d'études de Toula, serait parvenu à résoudre le problème. En 2013, Russia Beyond annonce qu'un prototype de fusil fonctionnant aussi bien sur terre que sous l'eau, nommé ADS, a été conçu en 2007. Construit suivant l'architecture bullpup, il permettrait de changer de chargeur selon le milieu, pour tirer des munitions de Kalachnikov ou des munitions sous-marines. Le média affirme que l'arme est en phase de test et pourrait être intégré à la dotation de différentes unités de l'Armée russe au cours des années qui suivent.

## Liste d'armes à feu sous-marines

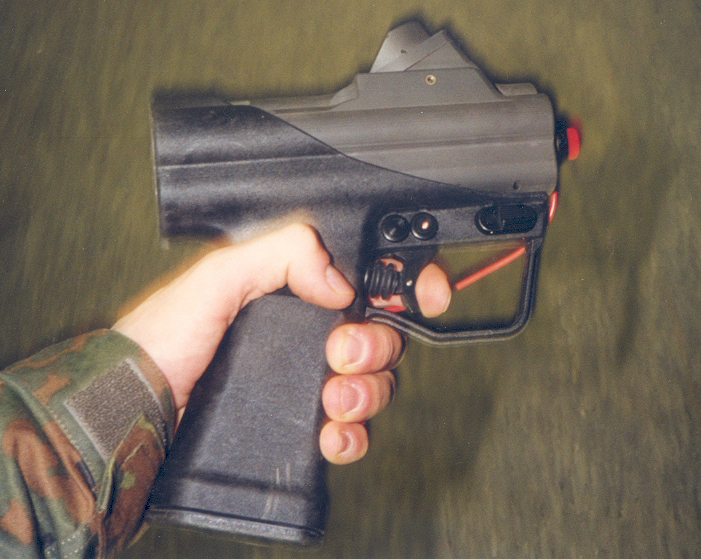
HK P11

- APS (fusil d'assaut sous-marin)
- HK P11[4]